# Боллплей (Алабама)
Боллплей (англ. Ballplay) — переписна місцевість (CDP) в США, в окрузі Етова штату Алабама. Населення — 1437 осіб (2020).

## Географія
Боллплей розташований за координатами 34°1′18″ пн. ш. 85°47′58″ зх. д. / 34.02167° пн. ш. 85.79944° зх. д. (34.021721, -85.799358).  За даними Бюро перепису населення США в 2010 році переписна місцевість мала площу 61,21 км², з яких 60,77 км² — суходіл та 0,43 км² — водойми.

## Демографія
Згідно з переписом 2010 року, у переписній місцевості мешкало 1580 осіб у 597 домогосподарствах у складі 443 родин. Густота населення становила 26 осіб/км².  Було 669 помешкань (11/км²).
Расовий склад населення:
| - 97,5 % — білих - 0,7 % — корінних американців - 0,3 % — азіатів - 0,1 % — чорних або афроамериканців |

До двох чи більше рас належало 1,2 %. Частка іспаномовних становила 1,0 % від усіх жителів.
За віковим діапазоном населення розподілялося таким чином: 25,4 % — особи молодші 18 років, 64,0 % — особи у віці 18—64 років, 10,6 % — особи у віці 65 років та старші. Медіана віку мешканця становила 38,3 року. На 100 осіб жіночої статі у переписній місцевості припадало 101,5 чоловіків;  на 100 жінок у віці від 18 років та старших — 102,6 чоловіків також старших 18 років.
Середній дохід на одне домашнє господарство  становив 45 789 доларів США (медіана — 37 778), а середній дохід на одну сім'ю — 49 183 долари (медіана — 38 611). За межею бідності перебувало 7,1 % осіб, у тому числі 0,0 % дітей у віці до 18 років та 11,7 % осіб у віці 65 років та старших.
Цивільне працевлаштоване населення становило 567 осіб. Основні галузі зайнятості: освіта, охорона здоров'я та соціальна допомога — 20,3 %, виробництво — 19,8 %, науковці, спеціалісти, менеджери — 16,6 %.